# Blonde Redhead
Blonde Redhead is een Amerikaanse indierockband, opgericht in New York in 1993.
De eerste albums van Blonde Redhead kenmerken zich door chaotische en atonale rock met noise-uitbarstingen en fluisterstemmen, vaak met alternatieve gitaarstemmingen. De band is beïnvloed door Sonic Youth en Pixies.

## Biografie
Blonde Redhead is opgericht door de Italiaanse identieke tweeling Simone en Amedeo Pace en de Japanse kunstschoolstudenten Kazu Makino en Maki Takahashi nadat de vier elkaar toevallig waren tegengekomen in een Italiaans restaurant in New York. De naam van de groep komt van een nummer van de bevriende no-wavegroep DNA. Maki Takahashi verlaat de band en wordt tijdelijk vervangen door haar vriendin Toko Yasuda, die later in respectievelijk The Van Pelt, The Lapse en Enon zou spelen. Na het vertrek van Yasuda blijft de band een trio.
Al snel werd Blonde Redhead ontdekt door Steve Shelley, drummer bij Sonic Youth. Hij produceerde hun titelloze eerste album en bracht het uit op zijn eigen label Smells Like Records. Na de release van Blonde Redhead in 1995 verliet Maki Takahashi de band. Blonde Redhead ging verder als trio zonder bassist. Datzelfde jaar werd al onmiddellijk een tweede album opgenomen, opnieuw uitgebracht door Shelley. Op 26 maart 1996 speelt de groep voor de eerste keer in België, in de Vaartkapoen in Brussel. Een eerste optreden in Nederland volgt een dag later (Melkweg, Amsterdam)
In 1997 had de groep onderdak gevonden bij de prestigieuze platenfirma Touch and Go en werd het derde studio-album Fake Can Be Just As Good uitgegeven. Op die plaat speelde bassist Vern Rumsey van Unwound als gast mee. Vanaf In an Expression of the Inexpressible, de vierde worp van de band, wordt steevast op Guy Picciotto van Fugazi beroep gedaan voor de productie.
Het zesde album van Blonde Redhead, Misery Is a Butterfly uit 2004, volgde pas vier jaar na voorganger Melody of Certain Damaged Lemons aangezien zangeres Makino tijd nodig had om te herstellen nadat ze vertrappeld was geweest door een paard. Een groot deel van de illustraties op het laatste album zijn gebaseerd op dat gebeuren. In 2007 verscheen het zevende album van het trio, getiteld 23.
Het achtste studioalbum, Penny Sparkle, werd op 13 september 2010 uitgegeven door 4AD. De productie hiervan lag in handen van Van Rivers en The Subliminal Kid, artiestennamen van Henrik von Sivers en Peder Mannerfelt, die met name elektronische muziek produceren en opnemen. Penny Sparkle is opgenomen in New York en Stockholm. Het album onderscheidt zich van de eerdere platen door het meer prominente gebruik van elektronische instrumenten, zoals een drumcomputer en synthesizers. Op Penny Sparkle worden de drums en het dissonante gitaarspel vrijwel helemaal achterwege gelaten.
In april 2014 werd hun nummer "For the Damaged Coda" gebruikt in een aflevering van het eerste seizoen van de tekenfilm Rick and Morty. Rond 2018 werd dit nummer een internetmeme die het verdriet uitdrukt wat je voelt op de donkerste momenten in je leven. 
De band bracht op 2 september 2014 hun negende album, Barragán, uit. Het werd voorafgegaan door de single "No More Honey" die in juni verscheen.  De band verzorgde ook de soundtrack van de Deense film The Commentator.
In juni 2016 werd aangekondigd dat de band op 30 september de boxset Masculin Féminin zou uitbrengen. Het bevat 37 nummers, die betrekking hebben op de eerste twee albums, bijbehorende singles, radiosessies en nog niet eerder uitgebrachte demo's uit die periode.
In 2017 bracht de band de EP 3 O'Clock uit, die vier nummers bevat en bijdragen van onder meer Eyvind Kang, Michael Leonhart, Sam Owens en Mauro Refosco.
De band toerde in 2022 door de VS in het voorprogramma van Tool.
Op 29 september 2023 kondigde de band de release aan van hun tiende album, Sit Down for Dinner. 

## Optredens
In België speelde Blonde Redhead in de Vaartkapoen (3 keer), Botanique (3), Democrazy (1) en 4AD club (2), en op Rock Werchter (1) en Pukkelpop (3), Rock Herk (1), Dour festival (1), Mons Revibes Fest (1) en OLT Rivierenhof (Deurne). In Nederland in de Melkweg (3), De Vlerk (1), Effenaar (3), Paradiso (3), Vera (8), 013 (1) en Tivoli (1), en op het Lowlands festival (1).

## Discografie

### Albums
- Blonde Redhead - 1995
- La Mia Vita Violenta - 1995
- Fake Can Be Just As Good - 1997
- In an Expression of the Inexpressible - 1998
- Melody of Certain Damaged Lemons - 2000
- Misery Is a Butterfly - 2004
- 23 - 2007
- Penny Sparkle - 2010
- Barragán - 2014
- Sit Down for Dinner - 2023

### Ep's
- Melodie Citronique - 2000
- The Secret Society of Butterflies - 2005
- 3 O'Clock - 2017

### 7"s
- Big Song / Amescream - 1993
- Vague / Jet Star - 1994
- 10 Feet High / Valentine - 1995
- Flying Douglas / Harmony - 1995
- Split 7" w/ Sammy - 1995
- Symphony of Treble / Kazuality - 1997
- Slogan / Limited Conversation - 1998
- Elephant Woman - 2004
- Equus - 2004

## Leden

### Huidige bezetting
- Amedeo Pace (gitaar, zang)
- Kazu Makino (gitaar, zang)
- Simone Pace (drums)

### Voormalig lid
- Maki Takahashi (basgitaar)